# Agincourt
Agincourt [aʒɛ̃kuʁ] ist eine französische Gemeinde mit 436 Einwohnern (Stand 1. Januar 2022) im Département Meurthe-et-Moselle in der Region Grand Est (vor 2016 Lothringen). Sie gehört zum Arrondissement Nancy und zum Kanton Entre Seille et Meurthe.

## Geographie
Agincourt liegt etwa sechs Kilometer nordöstlich des Stadtzentrums von Nancy an der Amezule, die die nördliche Gemeindegrenze bildet. Umgeben ist Agincourt von den Nachbargemeinden Eulmont im Westen und Norden, Dommartin-sous-Amance im Norden und Osten, Essey-lès-Nancy im Süden sowie Dommartemont im Südwesten.

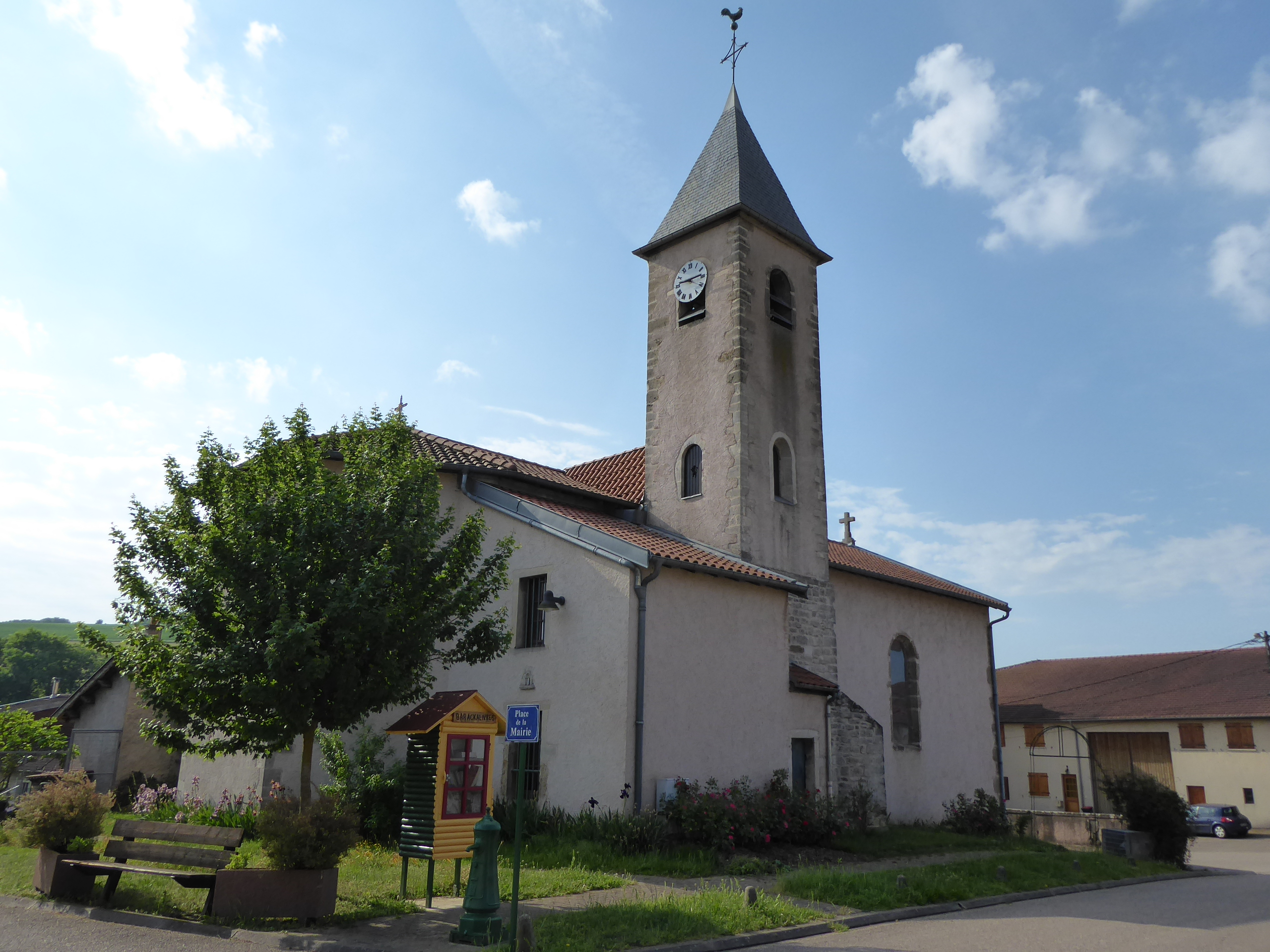
Kirche Notre-Dame-de-l’Assomption

## Bevölkerungsentwicklung
| Jahr                       | 1962 | 1968 | 1975 | 1982 | 1990 | 1999 | 2006 | 2019 |
| Einwohner                  | 276  | 310  | 358  | 412  | 399  | 409  | 440  | 442  |
| Quellen: Cassini und INSEE |      |      |      |      |      |      |      |      |

## Sehenswürdigkeiten
- Kirche Notre-Dame-de-l’Assomption